# Sequentieller Likelihood-Quotienten-Test
Ein Sequentieller Likelihood-Quotienten-Test kurz SLQT (englisch Sequential Probability Ratio Test, kurz SPRT oder Sequential Likelihood Ratio Test, kurz SLRT), auch sequentieller Plausibilitätsquotiententest genannt, ist in der Statistik ein sequentieller Hypothesentest. Statt mit einem festen Stichprobenumfang einen statistischen Test durchzuführen, wird beim nach jeder gemachten Beobachtung aufgrund aller bisher erfassten Daten getestet, ob eine Entscheidung für oder wider der Nullhypothese getroffen werden kann. Sollte dies nicht der Fall sein, wird die Beobachtung solange fortgesetzt, bis diese Entscheidung getroffen werden kann.

## Geschichte
Entwickelt wurde der SLQT von A. Wald 1942 in den USA. Anwendung fand es vor allem in der Rüstungsindustrie, sodass eine allgemeinzugängliche Publikation erst 1947 erfolgte.

## Definition
Untersucht wird die Realisierung {\displaystyle x_{i}} einer Zufallsgröße {\displaystyle X} mit der Verteilung {\displaystyle f(x_{i};\theta )} und dem unbekannten Parameter {\displaystyle \theta }.
Es wird dabei die Nullhypothese {\displaystyle H_{0}:\theta =\theta _{0}} gegen die Alternativhypothese {\displaystyle H_{1}:\theta =\theta _{1}} getestet. Dabei soll {\displaystyle H_{0}} mit höchstens {\displaystyle \alpha } und {\displaystyle H_{1}} mit höchstens {\displaystyle \beta } als Irrtumswahrscheinlichkeit abgelehnt werden.
Für einen festen Stichprobenumfang {\displaystyle n} mit den Beobachtungen {\displaystyle x_{1},x_{2},\ldots ,x_{n}} ist die Teststatistik als Likelihood-Quotient (Quotient zweier Likelihood-Funktionen) gegeben durch 
{\displaystyle {\mathfrak {L}}=\prod _{i=1}^{n}{\frac {f(x_{i};\theta _{1})}{f(x_{i};\theta _{0})}}}
Wählt man nun Entscheidungsgrenzen A und B, dann gelten für die Annahme der Hypothesen folgende Entscheidungsregeln:
- Fortsetzung der Beobachtung, wenn gilt: {\displaystyle B<{\mathfrak {L}}<A}
- Annahme von {\displaystyle H_{1}}, wenn gilt: {\displaystyle {\mathfrak {L}}\geq A}
- Annahme von {\displaystyle H_{0}}, wenn gilt: {\displaystyle {\mathfrak {L}}\leq B}

### Die Entscheidungsgrenzen
Die Festlegung von A und B muss derart gestaltet sein, das {\displaystyle \alpha } und {\displaystyle \beta } eingehalten werden. Dies ist der Fall, falls:
{\displaystyle A={\frac {1-\beta }{\alpha }}}
{\displaystyle B={\frac {\beta }{1-\alpha }}}
Die Wahrscheinlichkeit {\displaystyle P_{1}(\theta )} die untere Grenze zu erreichen bzw. zu überschreiten wird durch die Operationscharakteristik angegeben. Die Wahrscheinlichkeit {\displaystyle P_{0}(\theta )} die Alternativehypothese anzunehmen, und somit die obere Grenze zu überschreiten wird durch die Gütefunktion beschrieben. Dabei gilt das {\displaystyle P_{0}(\theta )+P_{1}(\theta )=1}.

## Beispiel
Als Beispiel soll die Herleitung des SLQT für einen 1-Stichprobenvergleich bei binären Daten dienen.
In einer klinischen Studie wird ein neues Medikament in einer Phase-II-Studie getestet. Dabei soll die Studie abgebrochen werden, sobald der Anteil an Patienten mit Nierenversagen innerhalb der ersten 24 Stunden ≥ 25 % ist. Ein Anteil von 10 % ist normal und annehmbar. Die vorgegebenen Irrtumswahrscheinlichkeiten sind {\displaystyle \alpha } und {\displaystyle \beta }.
Nach dem i-ten Patienten liegen y Beobachtungen mit und i-y Beobachtungen ohne Nierenversagen vor. Entsprechend dem Binomialkoeffizienten ist 
{\displaystyle {\mathfrak {L}}={\frac {{\tau _{1}}^{y}(1-\tau _{1})^{i-y}}{{\tau _{0}}^{y}(1-\tau _{0})^{i-y}}}}.
Den Fortsetzungsbereich des SLQT erhält man nun durch Logarithmieren und Umformen:
{\displaystyle {\frac {\ln {({\frac {\beta }{1-\alpha }}})}{\ln {({\frac {\tau _{1}(1-\tau _{0})}{\tau _{0}(1-\tau _{1})}})}}}+{\frac {\ln {({\frac {1-\tau _{0}}{1-\tau _{1}}})}}{\ln {({\frac {\tau _{1}(1-\tau _{0})}{\tau _{0}(1-\tau _{1})}})}}}\cdot i<y<{\frac {\ln {({\frac {1-\beta }{\alpha }}})}{\ln {({\frac {\tau _{1}(1-\tau _{0})}{\tau _{0}(1-\tau _{1})}})}}}+{\frac {\ln {({\frac {1-\tau _{0}}{1-\tau _{1}}})}}{\ln {({\frac {\tau _{1}(1-\tau _{0})}{\tau _{0}(1-\tau _{1})}})}}}\cdot i}
Bei {\displaystyle \tau _{0}=0{,}1}, {\displaystyle \tau _{1}=0{,}25}, {\displaystyle \alpha =0{,}001}, {\displaystyle \beta =0{,}2} ergibt sich 
{\displaystyle -1{,}46+0{,}1659\cdot i<y<6{,}08+0{,}1659\cdot i} als Fortsetzungsbereich.